# Осиновка (Плиська волость)
Осиновка (рос. Осиновка) — присілок в Невельському районі Псковської області Російської Федерації.
Населення становить 6 осіб. Входить до складу муніципального утворення Плиська волость.

## Історія
Від 2015 року входить до складу муніципального утворення Плиська волость.

## Населення
| 2001 | 2002 | 2010 |
| ---- | ---- | ---- |
| 6    | ↗10  | ↘6   |